# Holmtjärnen (Bjurholms socken, Ångermanland, 709396-164313)
Holmtjärnen är en sjö i Bjurholms kommun i Ångermanland och ingår i Lögdeälvens huvudavrinningsområde. Sjön har en area på 0,158 kvadratkilometer och ligger 314 meter över havet. Sjön avvattnas av vattendraget Holmsjöbäcken.

## Delavrinningsområde
Holmtjärnen ingår i det delavrinningsområde (709372-164330) som SMHI kallar för Utloppet av Holmtjärnen. Medelhöjden är 327 meter över havet och ytan är 0,8 kvadratkilometer. Det finns inga avrinningsområden uppströms utan avrinningsområdet är högsta punkten. Holmsjöbäcken som avvattnar avrinningsområdet har biflödesordning 2, vilket innebär att vattnet flödar genom totalt 2 vattendrag innan det når havet efter 104 kilometer. Avrinningsområdet består mestadels av skog (75 procent). Avrinningsområdet har 0,16 kvadratkilometer vattenytor vilket ger det en sjöprocent på 19,9 procent.